# Oecetis brunnescens
Oecetis brunnescens är en nattsländeart som först beskrevs av Georg Ulmer 1923.  Oecetis brunnescens ingår i släktet Oecetis och familjen långhornssländor. Inga underarter finns listade i Catalogue of Life.